# Claudio Cantelli
Claudio Cantelli (Guarapuava, 20 de maio de 1989) é um automobilista brasileiro.

## Carreira

### Fórmula Três
Depois de participar dos testes de inverno do FR3.5, Cantelli retornou à América do Sul em 2009 para competir no Campeonato Sul-Americano de Fórmula 3. Pilotando pela Bassan Motorsport, ele conquistou três vitórias em corridas e mais três lugares no pódio para terminar como vice-campeão do campeão da categoria Leonardo Cordeiro.